# География Гватемалы

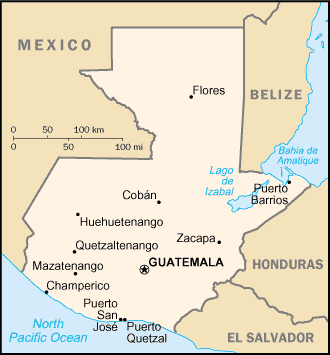
Map of Guatemala

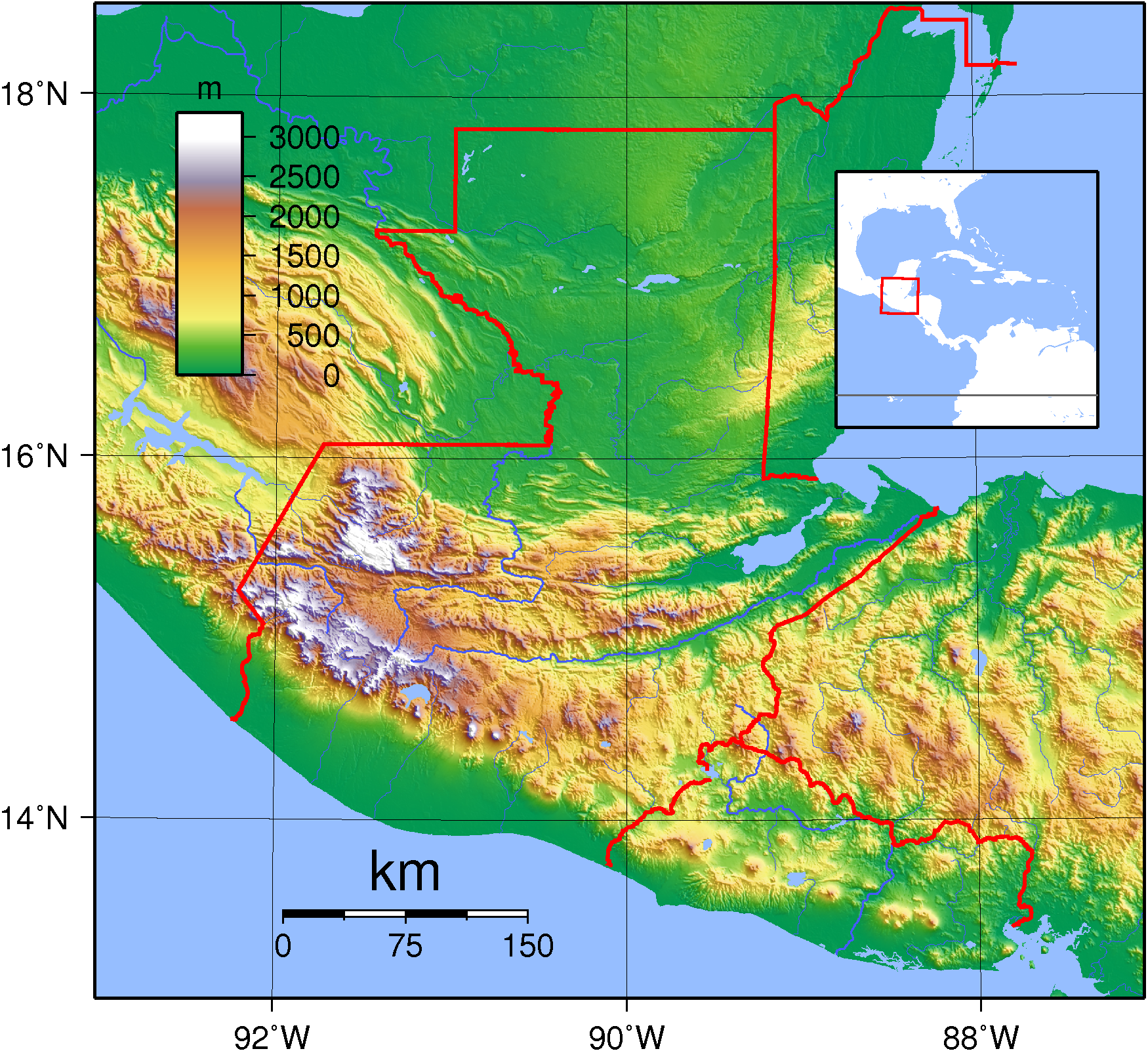
Topography of Guatemala

Гватемала — государство расположенное в Центральной Америке.
Общая площадь 108 890 км².
Общая протяжённость границы 1687 км (протяженность границ с Белизом — 266 км, с Сальвадором — 203 км, с Гондурасом — 256 км, с Мексикой — 962 км.
Береговая линия: 450 км.
Самая высокая точка страны вулкан Тахумулько (Tajumulco) 4211 м.
Омывается двумя океанами: Тихим (порты Кетцаль и Сан-Хосе) и Атлантическим (Карибское море, порты Пуэрто-Барриос и Санто-Томас-де-Кастилья). На тихоокеанском побережье расположены наиболее популярные пляжи и курортные зоны страны (Монтеррико, Сан-Хосе, Реталулеу), где среди туристов наиболее популярен виндсёрфинг, благодаря высоким волнам. На Карибском побережье популярны пляжи Пунта-де-Пальма и Ливингстон, особенно для отдыха с детьми, из-за отсутствия волн и небольшой глубины моря у берега.
Территория: Более половины территории Гватемалы — нагорье. Лесом покрыто 54 % территории.
Вулканы: На территории страны насчитывается 33 вулкана, из которых 3 до сих пор представляют угрозу. Наиболее известный вулкан Агуа в 1541 году, извергнув из себя потоки кипящей воды и грязи, уничтожил первую столицу Гватемалы.
Климат: тропический, среднегодовая температура на побережье и на равнине составляет 23—27 C°, на плоскогорье 15—20 C°. Зима (с мая по октябрь) и лето (ноябрь-апрель) различаются только количеством осадков и ночными температурами, которые в декабре-январе в горах опускаются до −10 C° и на плоскогорье до 0 C°. Наиболее жаркими месяцами являются февраль-май. В зимний период (с мая по октябрь) из-за обильных осадков случаются ураганы и наводнения. Самые значительные произошли в 1998 (ураган Митч) и в 2005 (Стан), в которых пострадала от наводнений и ветров большая часть страны. В среднем выпадает 1300 мм осадков.
Землетрясения: Очень часты в стране из-за вулканов и особенностей структуры Тихоокеанского дна. Наиболее сильное землетрясение последнего времени произошло 4 февраля 1976 года, разрушившее 90 % столицы и других крупных городов (тогда погибло более 20 тыс. человек и более миллиона остались без крова).
Растительность: в лесах Гватемалы много ценных пород дерева — розовое дерево, кипарис, виды сосен, пихта гватемальская (реже, и только в западной части страны — пихта священная), красное дерево, бальса, бакаут, саподилья и др.
Животный мир: весьма разнообразен. Хищники — пумы и ягуары. Есть муравьеды, дикобразы, ленивцы, броненосцы. Крупных травоядных, за исключением тапиров, нет. В лесах тихоокеанского побережья водятся игуаны — огромные ящерицы до 2 м длиной (их используют на мясо, также добываются яйца игуан). Около 2 тыс. видов птиц. В реках Гватемалы встречаются крокодилы-кайманы, мясо которых употребляется в пищу местными жителями. Омывающие Гватемалу моря богаты рыбой и креветками.
Озёра: крупнейшие озёра Исабаль, Атитлан, Петен-Ица, Аматитлан.